# ماريا خيسوس ألفارادو ريفيرا
ماريا خيسوس ألفارادو ريفيرا (بالإسبانية: María Alvarado)‏ هي كاتِبة وصحفية بيروفية، ولدت في 27 مايو 1878 في تشينتشا ألتا في بيرو، وتوفيت في 6 مايو 1971 في ليما في بيرو.

## النشأة
ولدت ألفارادو ريفيرا في تشينتشا ألتا في 27 مايو من عام 1878. كانت أمها كاييتانو أرسينيغا ألفارادو مالكة ومديرة عقار تشاكراباجو، وخيسوس ريفيرا مارتينيز حيث كان كل منهما مواطنين أصليين من مقاطعة تشينتشا. كانت الطفلة العاشرة من بين ثلاثة عشر طفلاً. ولكن بسبب حرب المحيط الهادئ، اضطرت عائلتها لبيع ممتلكاتها والاستقرار في ليما.
وصلت في تعليمها للمرحلة الابتدائية فقط نتيجة العادات التي كانت سائدة في ذلك الوقت. ومع ذلك، تعلمت القراءة والكتابة بشكل جيد خلال تلك الفترة القصيرة من تعليمها. كانت دراساتها اللاحقة علمية؛ حيث التحقت بمدرسة ثانوية خاصة تديرها إلفيرا غارتسيا إي غارتسيا (زعيمة الحركة النسائية في بيرو)، وأصبحت معلمة بعد ذلك.
درست علم الاجتماع بمفردها بسبب انزعاجها من النظام التعليمي القديم، وكان لها دور أساسي في تقديم أساليب متطورة في التعليم في مجالات متعددة مثل «التعليم المهني والقتل الرحيم والصحة والرعاية الزوجية لأطفال المدارس والسيطرة على الأمراض المنقولة جنسياً». كانت تؤمن بدور المرأة كأم أيضاً. 

## المسيرة المهنية
حصلت ألفارادو ريفيرا على وظيفة كاتب عمود في جريدة التجارة بمساعدة من شقيقها لورينزو أنتونينو، الذي كان أستاذاً للجيولوجيا في جامعة سان ماركوس الوطنية. كما وجدت عملاً في صحيفة «إيل دياريو» أو «الجريدة»، وبعد عدة سنوات وجدت عملاً في «لا برينسا» أو «الصحافة».
قدمت أول عرض لها حول القضايا النسوية في المؤتمر الدولي للمرأة في عام 1910؛ وفي السنة التالية، ألقت محاضرة عن الحركة النسائية في جمعية ليما الجغرافية، وشرحت فيها أساسيات الحركة النسائية كجزء من التغيير الاجتماعي العالمي الحالي الذي سلط الضوء على الحاجة إلى توفير حقوق مدنية وسياسية متساوية للمرأة.
أثارت ألفارادو ريفيرا اهتمام العامة في محاضرتها في جمعية ليما الجغرافية بفكرة حق المرأة في التصويت، على الرغم من ظهور ردود مختلطة على هذه الفكرة؛ حيث قالت ابنتا بالما، أنجليكا وأوغستا، بعد استماعهما لمحاضرتها: «أخيراً ظهرت المرأة التي ستحررنا من التبعية القمعية التي نعيش فيها». اعتقد آخرون أن أفكارها كانت متطرفة للغاية، وسوف تتسبب في فوضى وتدهور في القيم العائلية عندما تتخلى النساء عن أدوارهن التقليدية.
لعبت ألفارادو ريفيرا دوراً مهماً في تأسيس الثورة النسوية في ليما في عام 1914، حيث ناقشت مقترحات لسن القوانين المدنية ومن أجل توظيف النساء في الوظائف الحكومية. أسفرت حملة ألفارادو ريفيرا المستمرة لمدة تسع سنوات في هذا المجال عن قيام مجلس النواب بالسماح للنساء بأن يصبحن أعضاء في جمعيات الرعاية الاجتماعية العامة في عام 1915، والذي سُنّ في نهاية المطاف كقانون في عام 1922.
واجهت الثورة النسوية أيضاً انتقادات من المجتمع. ولم يوافق إلا عدد صغير فقط من النساء على وضع أسمائهن كأعضاء، وطبعت صحيفة الوقائع في ليما صورة لألفارادو ريفيرا في أواخر عام 1924 أثناء خطبتها ببعض الحضور، وتظهر الصورة العديد من الحضور الذين غطوا وجوههم بقبعاتهم لكيلا يظهروا بالصورة.
بعد زيارة رئيس التحالف الدولي لحق المرأة بالاقتراع كاري شابمان كات لبيرو في عام 1923، أنشأت ألفارادو ريفيرا المجلس الوطني للمرأة. عانت هذه المنظمة من نشوء مشاكل خطيرة بين المتطرفين والكاثوليك. لسوء الحظ، واجه المجلس القومي للمرأة هذه النزاعات في وقت مبكر، حيث كان هناك فجوة متعلقة بما إذا كان ينبغي على المجلس المطالبة بأكثر من مجرد حق المرأة في التصويت.
عندما اقترحت ألفارادو ريفيرا أن يفكر المجلس في إصلاح القانون المدني لمنح النساء -وخاصة النساء المتزوجات- حقوقاً قانونية متساوية، حصلت مقاومة شديدة وتشكيك قوي من الصحف والشركات التابعة للمجلس. ولكن على الرغم من ذلك، أنشأت «ورشة تدريسية للعمل والأخلاق» لتعليم بائعات الهوى وإعادتهن كمواطنين من عامة المجتمع، كجزء من الحركة المتعلقة بحقوق المرأة.
سُجنت ألفارادو ريفيرا ونُفيت بعد ذلك بسبب دعمها القوي لتمكين المرأة ومنحها حقوق التصويت والمساواة الكاملة في مؤتمر المرأة في البلدان الأمريكية الذي عقد في ليما. كما قادت رابطة النساء الكاثوليكيات المعارضة، والتي أيدها رئيس جمهورية بيرو أوغستو ليقيا في ذلك الوقت. قضت ألفارادو ريفيرا ثلاثة أشهر في سجن النساء في سانتو توماس خلال عيد الميلاد في عام 1924، ثم نفيت إلى الأرجنتين لمدة 12 عاماً. عملت في الأرجنتين كمدرسة، كما أخرجت الأعمال الدرامية التي ألفتها حول مواضيع مختلفة متعلقة بالقضايا الاجتماعية والأخلاقية في المجتمع.
بعد عودتها من المنفى، كرست وقتها للإذاعة والمسرح والسينما، من أجل الحصول على حقوق التصويت للنساء في بيرو كما كان هدفها الرئيسي منذ البداية. حيث كتبت مسرحية بعنوان «ذا بيريتشولي» والتي بثتها الإذاعة الوطنية للبيرو. أسست ألفارادو ريفيرا أكاديمية الفنون المسرحية «أولانتا» بأموالها الخاصة، وحصلت هذه الأكاديمية على قبول وزارة التعليم لأنها ساعدت في إنشاء مديرية الثقافة والفن في بيرو.
في عام 1938، ناقشت مقدمة «دستور الحقوق» للنساء؛ وفي عام 1940، كتبت عن موضوع «علم تحسين النسل والطفل» في أسبوع الصحة؛ وفي عام 1945، وافقت الحكومة على اقتراحها لإقامة المسرح الوطني، كما أصبحت أيضاً مستشارة بلدية ليما.
استغرقت الحركة النسوية التي أطلقتها ألفارادو ريفيرا وقتاً طويلاً لتحصل على شكلها النهائي، كما أنه لم تحصل المرأة على حق التصويت في بيرو حتى عام 1955. توفيت ألفارادو ريفيرا في 6 مايو من عام 1971، عن عمر يناهز 92 عاماً، كامرأة كبيرة خائبة الظن لأن جهودها فيما يتعلق بالحركة النسوية لم تحظ بإشادة كافية خلال حياتها.